# Centropomus unionensis
Centropomus unionensis е вид бодлоперка от семейство Centropomidae. Видът не е застрашен от изчезване.

## Разпространение и местообитание
Разпространен е в Гватемала, Еквадор, Колумбия, Коста Рика, Никарагуа, Панама, Перу, Салвадор, Хондурас и Чили.
Среща се на дълбочина от 0,5 до 281,5 m.

## Описание
На дължина достигат до 46 cm.